# Alfabeto gurmukhi

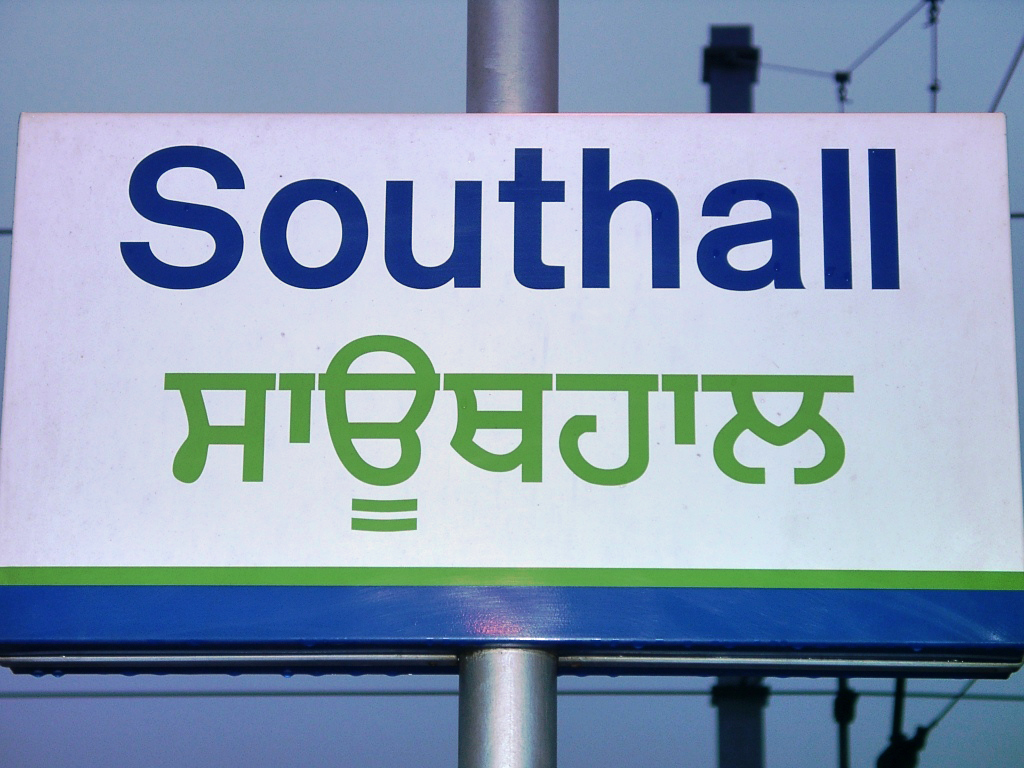
Cartello con scrittura in alfabeto latino e gurmukhi a Londra

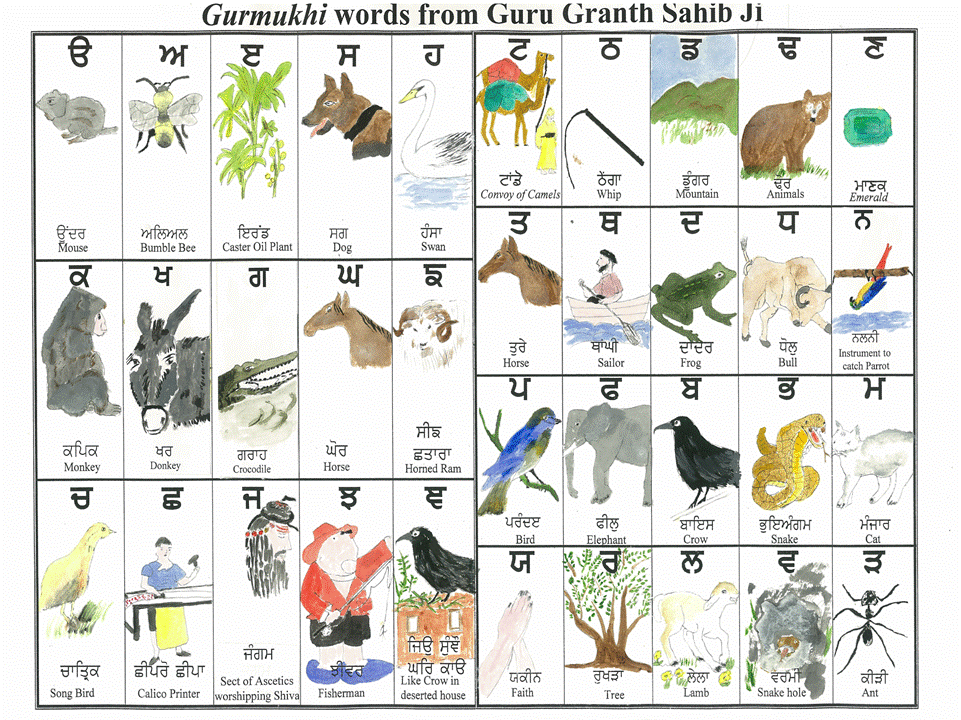
Lettere dell'alfabeto gurmukhi con immagine associata

Il gurmukhi è uno dei due alfabeti con i quali viene scritta la lingua panjabi, lingua ufficiale del United Punjab, regione del subcontinente indiano oggi divisa tra India e Pakistan.
Nello stato del Panjab,Haryana, Himachal Pradesh, Chandigarh e Delhi, che fa parte dell'Unione Indiana, dove prevale la religione Sikh, il panjabi viene scritto con la scrittura gurmukhi, mentre nel Panjab pakistano, dove la religione prevalente è quella islamica, questa lingua viene più comunemente scritta con la scrittura shahmukhi, una forma modificata dell'alfabeto arabo.
Il nome di questa scrittura significa in punjabi "dalla bocca (mukhi) del guru" in quanto la tradizione vuole che sia stata ideata da Guru Angad Dev ji, successore di Guru Nanak Sahib JI, fondatore della religione Sikh.
Come l'alfabeto devanagari da cui deriva, la scrittura gurmukhi è caratterizzata da una linea orizzontale superiore alla quale le parole, da essa attraversate, sembrano appese. Un'altra caratteristica (comune a quasi tutte le scritture indiane) è che le vocali precedute da un'altra vocale o che si trovano all'inizio di una parola vengono scritte con lettere apposite chiamate vocali indipendenti, che in questo particolare alfabeto si ottengono apponendo il segno vocalico corrispondente a una delle tre basi.

## Caratteri

### Consonanti
| Nome | Nome    | Pron.(IPA) | Nome | Nome       | Pron.(IPA) | Nome | Nome     | Pron.(IPA) | Nome | Nome    | Pron.(IPA) | Nome | Nome   | Pron.(IPA) |
| ---- | ------- | ---------- | ---- | ---------- | ---------- | ---- | -------- | ---------- | ---- | ------- | ---------- | ---- | ------ | ---------- |
| ੳ    | uːɽaː   | –          | ਅ    | ɛːɽaː      | ə          | ੲ    | iːɽiː    | –          | ਸ    | səsːaː  | sə         | ਹ    | ɦaːɦaː | ɦə         |
| ਕ    | kəkːaː  | kə         | ਖ    | kʰəkʰːaː   | kʰə        | ਗ    | gəgːaː   | ɡə         | ਘ    | kə̀gːaː  | kə̀         | ਙ    | ŋə̀ŋːaː | ŋə         |
| ਚ    | t͡ʃət͡ʃːa | t͡ʃə}       | ਛ    | t͡ʃʰət͡ʃʰːaː | t͡ʃʰə}      | ਜ    | d͡ʒəd͡ʒːaː | d͡ʒə}       | ਝ    | t͡ʃə̀d͡ʒːa | t͡ʃə̀}       | ਞ    | ɲəɲːa  | ɲə}        |
| ਟ    | ʈɛŋkaː  | ʈə         | ਠ    | ʈʰəʈʰːaː   | ʈʰə        | ਡ    | ɖɛŋɡaː   | ɖə         | ਢ    | ʈə̀ɖːaː  | ʈə̀         | ਣ    | ɳaːɳaː | ɳə         |
| ਤ    | t̪ət̪ːaː  | t̪ə         | ਥ    | t̪ʰət̪ʰːaː   | t̪ʰə}       | ਦ    | d̪əd̪ːaː   | d̪ə         | ਧ    | t̪ə̀d̪ːaː  | t̪ə̀}        | ਨ    | nənːaː | nə}        |
| ਪ    | pəpːaː  | pə         | ਫ    | pʰəpʰːaː   | pʰə}       | ਬ    | bəbːaː   | bə         | ਭ    | pə̀bːaː  | pə̀         | ਮ    | məmːaː | mə}        |
| ਯ    | jəjːaː  | jə         | ਰ    | ɾaːɾaː     | ɾə         | ਲ    | ləlːaː   | lə         | ਵ    | ʋɑʋːaː  | ʋə         | ੜ    | ɽaːɽaː | ɽə         |

### Diacritici delle vocali
Per esprimere le vocali, il Gurmukhī, come gli abugida,usa segni diacritici chiamati lagā mātarā (plurale lagē matarē).
Le vocali indipendenti sono costruite usando tre caratteri portatori: Ura (ੳ), Aira (ਅ) e Iri (ੲ).  Con l'eccezione di Aira (che rappresenta la vocale 'a') non sono mai usate senza i segni vocali addizionali.
| Vocale | Vocale    | Vocale  | Trascrizione | Trascrizione | IPA         | Equivalente suono inglese più vicino |
| Ind.   | Dep.      | con /k/ | Nome         | Uso          | IPA         | Equivalente suono inglese più vicino |
| ------ | --------- | ------- | ------------ | ------------ | ----------- | ------------------------------------ |
| ਅ      | (nessuno) | ਕ       | Muktā        | a            | [ə]         | come a in about                      |
| ਆ      | ਾ          | ਕਾ       | Kannā        | ā            | [aː] , [äː] | come a in car                        |
| ਇ      | ਿ          | ਕਿ       | Sihārī       | i            | [ɪ]         | come i in it                         |
| ਈ      | ੀ          | ਕੀ       | Bihārī       | ī            | {[iː]       | come i in litre                      |
| ਉ      | ੁ          | ਕੁ       | Onkaṛ        | u            | [ʊ]         | come u in put                        |
| ਊ      | ੂ          | ਕੂ       | Dulenkaṛ     | ū            | [uː]        | come u in spruce                     |
| ਏ      | ੇ          | ਕੇ       | Lāvā̃         | ē            | [eː]        | come e in Chile                      |
| ਐ      | ੈ          | ਕੈ       | Dulāvā̃       | e            | [ɛː]        | come e in sell                       |
| ਓ      | ੋ          | ਕੋ       | Hōṛā         | ō            | [oː]        | come o in more                       |
| ਔ      | ੌ          | ਕੌ       | Kanoṛā       | o            | [ɔː]        | come o in off                        |